# Danilo Wiebe
Danilo Wiebe (* 22. März 1994 in Siegburg) ist ein deutscher Fußballspieler.

## Karriere
Wiebe spielte in der Jugend für den SSV Kaldauen und den Bonner SC, ehe er im Jahr 2009 in die Nachwuchsabteilung des 1. FC Köln wechselte. 2011 wurde er mit der B-Jugend deutscher Meister und 2013 mit der A-Jugend Pokalsieger.
Zur Spielzeit 2013/14 wechselte Wiebe aus der A-Jugend zur 2. Mannschaft des 1. FC Köln in die Regionalliga West. Er absolvierte 48 Ligaspiele in zwei Spielzeiten, bevor er den Verein verließ.
Im Juli 2015 wechselte Wiebe in die 3. Liga zum SC Preußen Münster. Sein Debüt in der 3. Liga gab er am 31. Juli 2015, dem 2. Spieltag. Beim 3:1-Auswärtssieg gegen die 2. Mannschaft des VfB Stuttgart wurde er in der 78. Spielminute für Amaury Bischoff eingewechselt.
Im Januar 2016 verlängerte er seinen Vertrag in Münster bis zum 30. Juni 2018. Dieser wurde anschließend, nachdem er verletzungsbedingt fast eine komplette Spielzeit verpasste und im letzten Vertragsjahr auf nur zwei Pflichtspieleinsätze kam, nicht verlängert.
Nach einer probeweisen Teilnahme an der Saisonvorbereitung nahm ihn Konkurrent Eintracht Braunschweig im Juli 2019 unter Vertrag und stattete ihn mit einem Einjahresvertrag aus. Mit dem Verein stieg er in der Saison 2019/20 in die 2. Liga auf. Sein Vertrag verlängerte sich nach dem Aufstieg automatisch um ein weiteres Jahr, sodass er in der Saison 2020/21 erstmals in der 2. Bundesliga spielt. Im Sommer 2024 wurde sein Vertrag nicht verlängert und er verließ den Verein. Im Januar 2025 wechselte er nach einer halbjährigen Vereinslosigkeit zu Alemannia Aachen.

## Erfolge
- Aufstieg in die 2. Bundesliga: 2020
- Aufstieg in die 2. Bundesliga: 2022
- Deutscher B-Jugend-Meister: 2011
- DFB-Junioren-Vereinspokal-Sieger: 2013